# Julie Oliveira Souza
Julie Oliveira Souza, née le 1er avril 1995 à Grenoble, est une joueuse française de volley-ball.

## Biographie
Julie Oliveira Souza est la fille d'un joueur brésilien de volley-ball.
Elle débute le volley-ball à 13 ans au Seyssins Volley-ball. A 14 ans, elle rejoint le pôle France à Paris puis à 16 ans l'Institut fédéral de volley-ball à Toulouse.
Elle signe son premier contrat professionnel à l'âge de 18 ans au Quimper Volley 29 en première division. Un an plus tard, elle rejoint l'Évreux Volley-ball qui évolue en deuxième division. Elle obtient la montée en première division à l'issue de la saison 2015-2016. 
En 2017, elle rejoint le club de Saint-Raphaël.
Avec l'équipe de France féminine de volley-ball, elle termine notamment sixième des Jeux méditerranéens de 2013.

## Clubs
- Quimper Volley 29 (2013–2014)
- Évreux Volley-ball (2014–2017)
- AS Saint-Raphaël (2017–2018)
- MO Mougins (2018–2019)
- LTS Legionovia (2019–2021)
- SF Paris St-Cloud (2021–2022)
- Volley Mulhouse Alsace (2022–2023)
- AO Lamia 2013 (2023–déc.2023)
- Aris Salonique (el) (jan.2024–2024)
- AEK Athènes (2024–déc.2024)
- Criollas de Caguas (jan.2025–)

## Palmarès
- Championnat de France :
  - Finaliste : 2023.

- Supercoupe de France (1) :
  - Vainqueur : 2022.

- Championnat de France Élite :
  - Finaliste : 2016.